# Hugo Schmeisser
Hugo Schmeisser (Jena, Alemania el 24 de septiembre de 1884 - Suhl, Alemania el 12 de septiembre de 1953). Fue uno de los diseñadores de armas de infantería más importantes del siglo XX. Casi todas las armas creadas después estuvieron influenciadas por sus diseños.
Hijo de Louis Schmeisser, uno de los mejores diseñadores de armas del siglo XIX, el joven Hugo sintió pronto atracción por el trabajo de su padre. Así, además de aprender de su progenitor, Hugo Schmeisser fue aleccionado sobre la tecnología armamentística en la Theodor Bergmann Waffenfabrik de Suhl. 

## Primera Guerra Mundial
Durante la Primera Guerra Mundial Schmeisser no fue alistado gracias a sus valiosos conocimientos para la fabricación de armas automáticas. Así, en 1916 desarrolló el subfusil MP18 como encargo de la Comisión alemana de pruebas de armas. Este sería el primer subfusil automático empleado en combate y el modelo base para el desarrollo de los futuros subfusiles.

## Período de entreguerras
En 1919 su cooperación con Theodor Bergmann cesó debido a las restricciones del Tratado de Versalles, que prohibía expresamente a Alemania el desarrollo de subfusiles automáticos como el MP18, pues su eficiencia en combate había dejado asombrados a los aliados de la Triple Entente. Por ello, Hugo Schmeisser comenzó su propia andadura, y fundó junto a su hermano Hans la Industriewerk Auhammer Koch und Co, al mismo tiempo que también comenzaba a colaborar con la Haenel Waffen und Fahrradfabrik, también radicada en la ciudad de Suhl. A fin de proteger sus patentes en caso de dar en quiebra, Hugo creó en 1922 una segunda empresa llamada  Gebrüder Schmeisser. Los difíciles primeros años de la década de los 20 en Alemania llevaron a la desaparición de numerosas empresas, situación que obligó a Hugo Schmeisser a fusionar su empresa Auhammer con la Haenel, lo que explica que su nuevo diseño, el subfusil MP28, se fabricara en la Haenel Waffen und Fahrradfabrik.

## Segunda Guerra Mundial y Guerra Fría

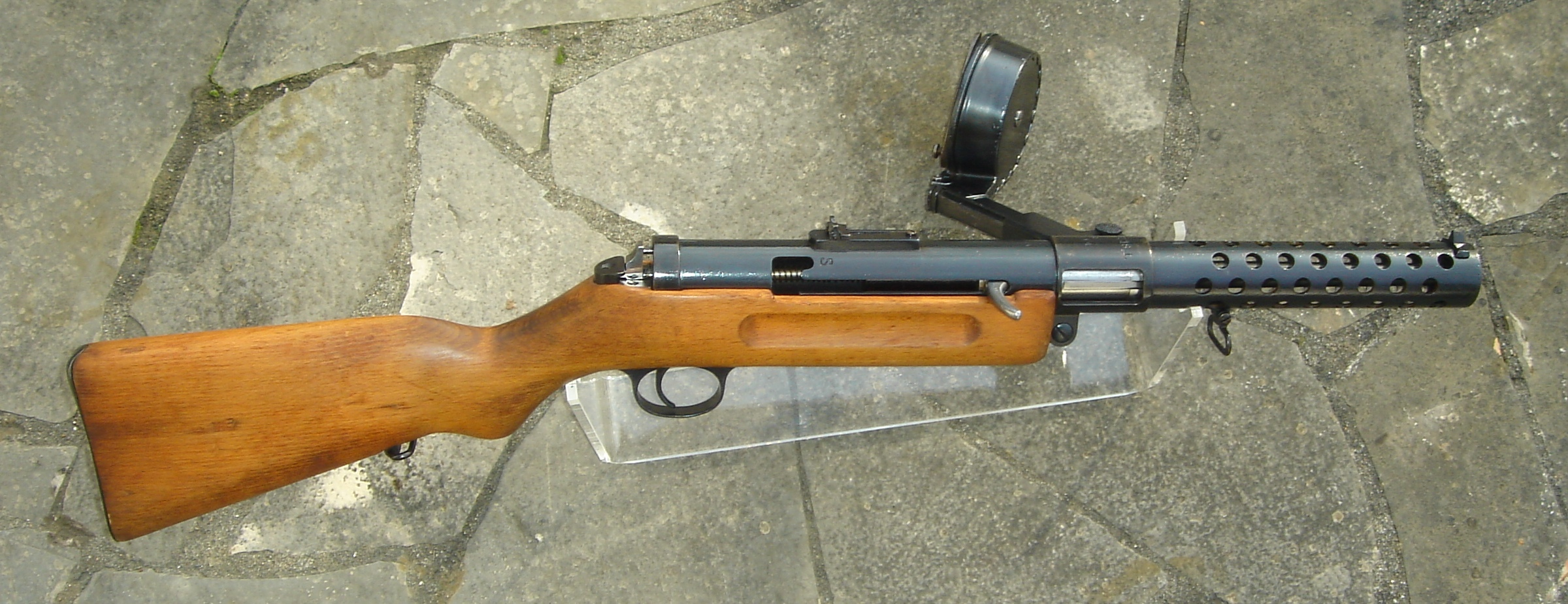
Subfusil MP18 diseñado por Hugo Schmeisser y fabricado en la Theodor Bergmann Waffenbau Abteilung.

Hugo Schmeisser demostró siempre ser un inteligente hombre de negocios. Durante el ascenso del partido Nazi se hizo amigo del as de la aviación Ernst Udet, conocido a su vez del también aviador y futuro alto cargo del régimen Hermann Göring, relaciones que le dieron a Schmeisser bastante influencia en las decisiones de producción militar durante el Tercer Reich. 
El trabajo de Hugo Schmeisser mientras estuvo al servicio del Ejército Rojo, en Izhevsk (1946-1952) está sumido en la oscuridad. Poco se sabe de su vida durante este período, hasta 1952, cuando junto a otros especialistas alemanes volvió a su hogar en Alemania. Colaboró en el diseño del primer fusil de asalto de la historia, el Sturmgewehr 44. Solo se sabe que su estancia en la Unión Soviética se prolongó más que la de otros especialistas alemanes. Schmeisser volvió a casa el 9 de junio de 1952 y murió el 12 de septiembre de 1953. Fue enterrado en Suhl.